# Углегорск (порт)
Углего́рск — российский морской порт, расположен на западном побережье острова Сахалин на берегу Татарского пролива. Населённый пункт — город Углегорск Сахалинской области.
В порту имеется 14 причалов, из которых 1 вспомогательный, 4 пассажирских и 9 для прочих грузов.
Стивидорные компании — ООО «Морской порт Шахтёрск». Оборудование — 2 портальных крана, гусеничный кран, конвейерная линия, 4 автопогрузчика, 3 бульдозера Для хранения грузов 5 крытых складов площадью 8,9 тыс. м² и открытые складские площадки площадью 18.100 м². Порт Углегорск является морским терминалом порта Шахтёрск.
Порт осуществлял перевалку бумаги, металла и металлолома, оборудования, контейнеров МПС и ИСО, цемента, генеральных грузов, известняковой муки, песчано-гравийной смеси. В настоящее время порт осуществляет перевалку угля и лесных грузов. Производится обработка лихтеров. Из Ванино доставляются генгрузы, а обратно вывозится уголь.
К порту не подведена железная дорога, за исключением узкоколейной железной дороги местного значения . Связь между ним и другими населенными пунктами Сахалина осуществляется регулярными рейсами судов, автодорожным сообщением через железнодорожную станцию Ильинск, самолётами через аэропорт Шахтёрск.

## Грузооборот
| Грузооборот тыс. т | Грузооборот тыс. т | Грузооборот тыс. т | Грузооборот тыс. т | Грузооборот тыс. т | Грузооборот тыс. т | Грузооборот тыс. т | Грузооборот тыс. т | Грузооборот тыс. т |
| 2003               | 2004               | 2005               | 2006               | 2007               | 2008               | 2009               | 2010               | 2011               |
| ------------------ | ------------------ | ------------------ | ------------------ | ------------------ | ------------------ | ------------------ | ------------------ | ------------------ |
| 60,8               | ▲62,0              | ▲97,0              | ▲125,4             | ▼99,9              | ▲192,2             | ▲255,7             | ▲540,5             | ▲858,8             |